# 아악
아악 (雅樂)은 당시 민간 음악인 향악, 당악과 구별되는 제례악·궁중 연례악·정악을 통틀어 말하며, 좁은 의미로는 문묘 제례악을 가리킨다. 그 기원은 중국의 상고 시대 궁중음악으로 흔히 주나라 음악이라고 한다.

## 한국의 아악

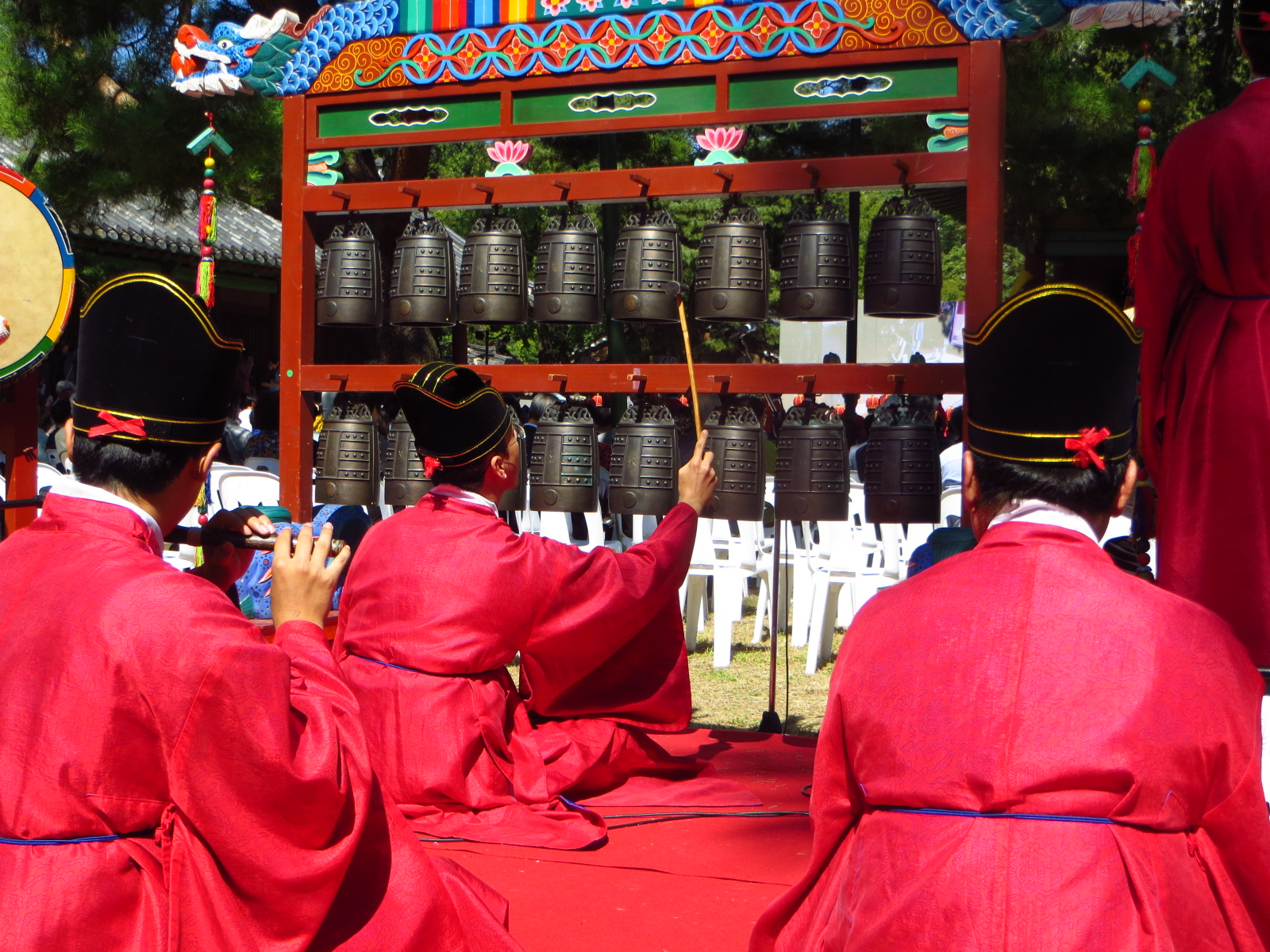
편종

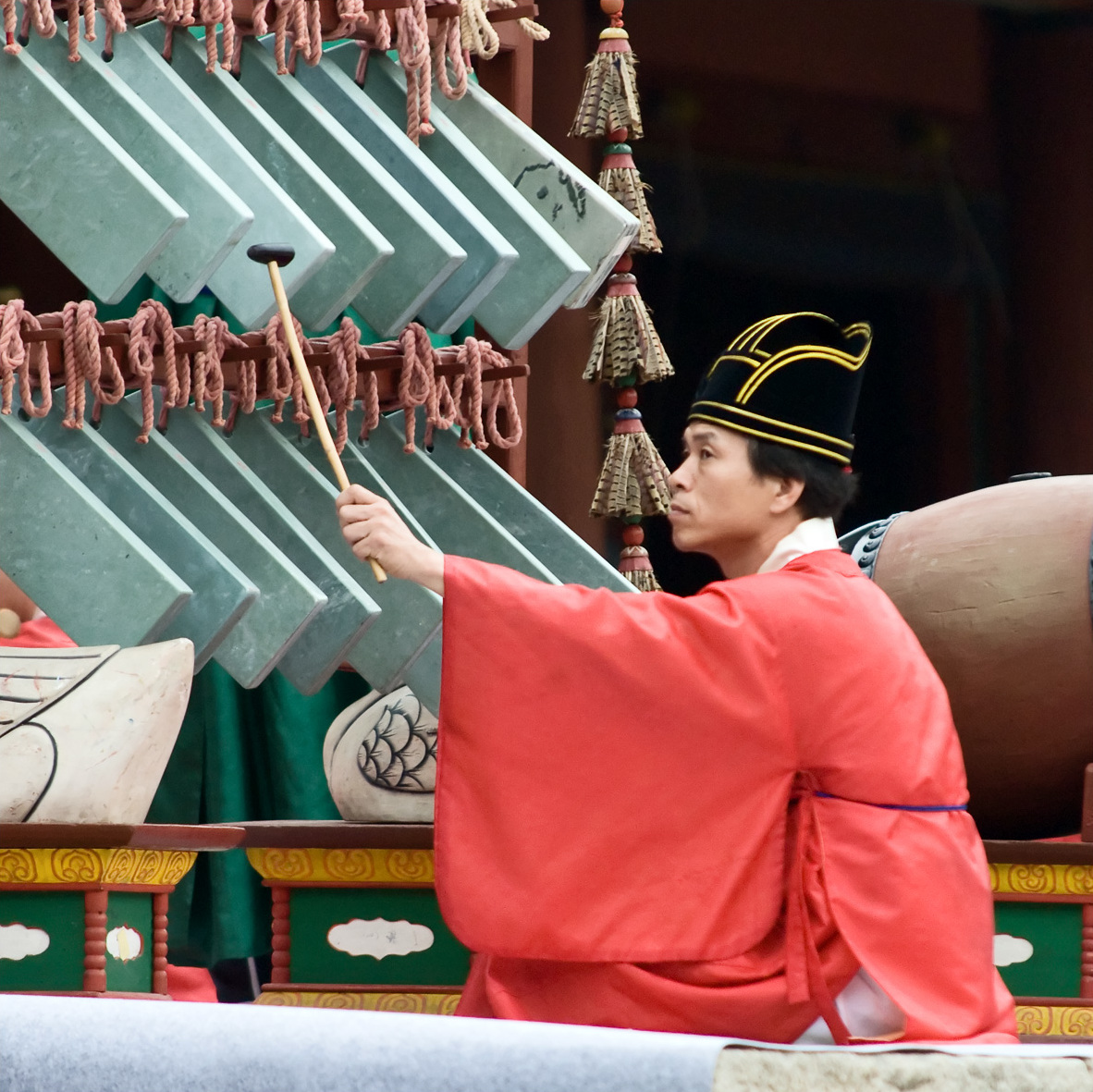
편경

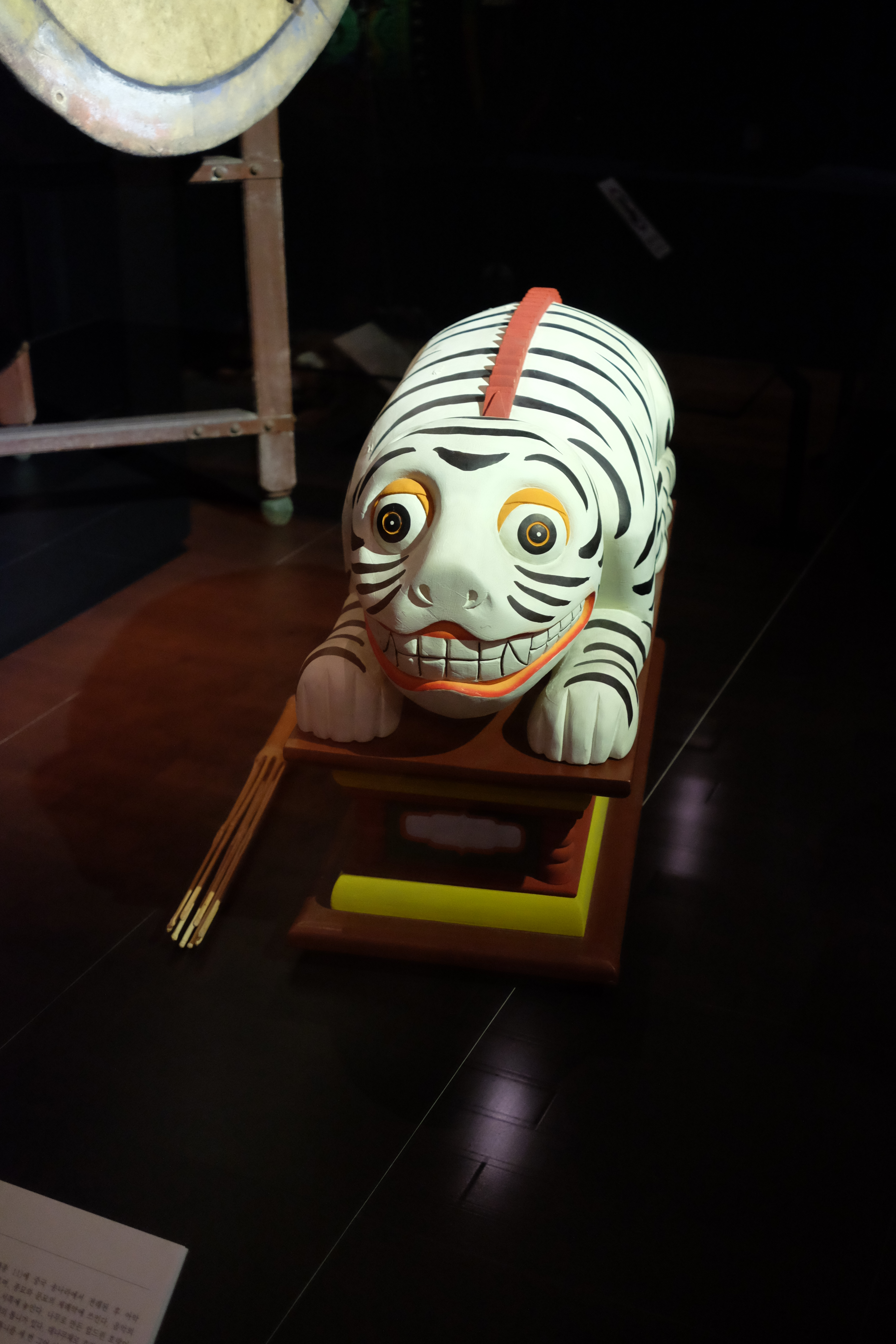
국립고궁박물관에 전시된 어

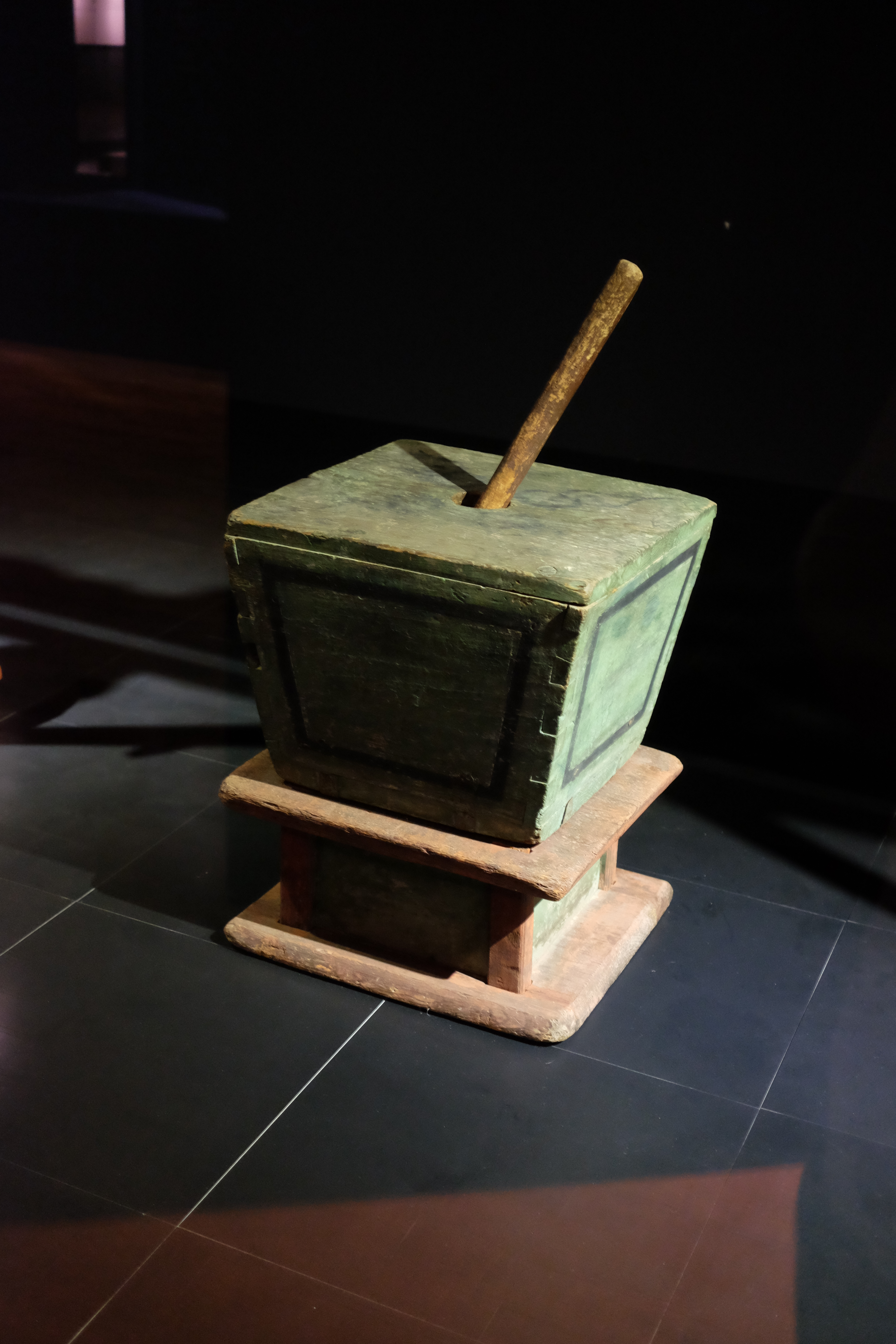
국립고궁박물관에 전시된 축

#### 아악의 도입
1116년 (고려 예종 11년)에 송나라의 휘종이 고려의 예종에게 아악(大晟雅樂)을 보내와 편종(編鐘)·편경(編磬)·축(祝)·어 같은 희귀한 중국 고대 악기에 의하여 4자 1구, 8구 1장으로 된 한문악장(漢文樂章)의 노래를 연주하는 아악이 종묘에서 처음으로 채용된 것은 획기적이었다. 의종 때에는 아악이 원구·사직(社稷)·선농(先農)·태묘(太廟)·문선왕묘(文宣王廟)·선잠(先蠶)에 사용되었으나, 1188년 명종 18년 당시에는 그런 제례에 아악만 사용되지 않고, 향악이 아헌(亞獻)과 종헌(終獻)에만 섞였기 때문에 고려조의 아악은 아직 미비하였다고 하겠다.

#### 대성아악
중국 송나라 대의 아악으로 송 태조 때부터 휘종에 이르기까지 6회에 걸쳐 고쳐 만들었다. 1105년에 구악(舊樂)을 일절 쓰지 않기로 함과 동시에 대성부(大晟府)를 세워 아악을 관장하였다. 고려에는 1116년 (예종 11년) 송 휘종이 하례사 왕자지(王字之), 문공미(文公美)가 돌아오는 길에 대성아악을 보내왔다. 이 송의 대성아악은 고려 때 제향(祭享)에 쓰였는데, 근세 조선 세종 때는 박연 등이 중국 한나라, 당나라, 송나라의 전적을 참고하여 중국 주나라 제도(周制)에 가깝게 새로 제정하였다.

### 조선 전기의 아악
고려 때부터 쓰여온 아악은 악기·제도·악률 등에서 여러 가지 불비한 점이 있었으므로 박연 등이 《주례(周禮)》, 《석전악보(釋奠樂譜)》 등 중국 고대 악서(樂書)를 참고하여 아악을 엄격하게 바로 잡았다. 
첫째는 고려 때 제례악에 아악만을 쓰지 않고 아헌(亞獻)·종헌(終獻)과 송신(送神)에 향악을 섞어 쓰던 것을 세종 10년부터 그 향악을 없애고 순전히 아악만을 썼다. 둘째, 전에는 등가(登歌)와 헌가(軒架)의 음악이 모두 양률(陽律)의 궁(宮, 중심음)만을 썼었는데, 세종 12년경에 《주례》에 따라 등가에는 음려(陰呂)의 궁, 헌가에는 양률의 궁을 써서, 음양지합(陰陽之合) 또는 합성(合聲)의 격에 맞게 고쳤다. 셋째, 세종 9년에 박연이 처음으로 율관과 편경을 국내에서 제작하였다. 넷째, 제례에 사용되었던 아악곡, 즉 봉상시(奉常寺)에 전래된 《조선국악장(朝鮮國樂章)》은 그 출처가 미심하여 믿을 만한 것이 못된다 하여, 세종 12년에 그것을 버리고, 임우(林宇)의 《대성아악보(大成雅樂譜)》를 바탕으로 새로 아악보를 제정하고 그것을 제례악으로 사용하였다. 이 혁신된 아악곡이 오늘날까지 연주되고 있다.  다섯째, 그전에는 조하(朝賀)와 회례(會禮)에 당악과 향악이 사용되었는데, 세종 12년에는 《의례시악경전통해(儀禮詩樂經傳通解)》의 소아편(小雅篇)의 악보에 기하여 조하에 쓸 아악보(雅樂譜)를 제정하고, 세종 13년 정월에 처음으로 조하에서 당악 대신에 아악 《융안지악(隆安之樂)》, 《서안지악(舒安之樂)》이 연주되었고, 세종 15년 정월에 회례에서 당악과 향악에 아악 《문명지곡(文明之曲)》, 《무열지곡(武烈之曲)》이 추가 연주되었다. 이같이 세종 때에는 아악이 제례에서 조하, 회례에까지 확장되었지만 세종 이후 다시 중국제도의 제례에만 국한되었고, 조회와 회례에서는 다시 후퇴하였다.

### 조선 후기의 아악
임진왜란(1592년)과 병자호란(1636년)의 두 차례의 외침을 받고 수도를 비웠던 까닭에 궁중음악은 조선 전기의 그것과 많이 달라졌다. 병자호란 후 국력이 피폐해져 전후 10년 간을 종묘제향을 비롯한 모든 제향과 조정 의식에 음악이 빠졌다가, 1647년 인조 25년이 되어서야 겨우 정월의 종묘제향에 그전과 같이 음악이 사용되었을 정도였다. 인조 때의 제례 아악의 규모는 겨우 헌가(軒架) 22인, 등가(登歌) 20인으로, 성종 때의 헌가 124인 등가 64인에 비하면 극히 작고, 그 이후에도 그 이상 더 커지지 못하였다.

### 대한민국의 아악
오늘날에는 문묘 제례악에서만 쓰인다. 편종·편경·금·슬·지·훈·부·어 같은 희귀한 중국의 고대 악기로 편성되었다. 12율 4청성으로 제한해 쓰고 7음계로 되었다. 주음(主音)으로 시작해서 주음으로 마친다. 4/2박자에 8소절로 한 곡을 이룬다.

## 같이 보기
- (일본어) 가가쿠 (일본)
- (영어) 냐냑 (베트남)
- (중국어) 야르 (雅乐) (중국)